# Вргинмост
Вргинмост је насељено мјесто и сједиште општине Гвозд у Сисачко-мославачкој жупанији, Република Хрватска. Према резултатима пописа из 2021. у општини је живело 2.047 становника, а у самом насељу је живело 860 становникa.

## Географски положај
Вргинмост се налази у прелазном појасу Баније и Кордуна, јер Петрова гора као међа двије шире регије не представља јасну и значајну природну границу двије области. Становници се сматрају кордунашима. Ово је и погранично подручје са БиХ, према општини Велика Кладуша. Најближи већи град је Карловац, удаљен 40 km.

## Име
Послије пада Српске Крајине, име насеља Вргинмост је 1996. године било насилно промијењено, без претходно одржаног референдума о промјени имена града, па се мјесто од 1996. до 2012. звало Гвозд. У складу са жељама већине становништва, 23. октобра 2012. године, општинско вијеће вратило је насељу вишевјековно име Вргинмост. Име општине за сада остаје Гвозд, јер су одлуке о промјени назива града или општине у надлежности Сабора Хрватске.
Име Гвозд је иначе стари назив за Петрову гору названу тако по мјесту погибије старохрватског владара Петра Свачића. Само насеље Вргинмост је смјештено југоисточно од Гвозда и од свог оснивања носи назив Вргинмост или по старијем правопису Вргин- Мост и не вуче никакву етничку конотацију, па је остало нејасно који је био разлог промјене имена мјеста. Прва иницијатива враћања вишевјековног назива мјеста — Вргинмост покренута је још 2002. године, али су надлежне институције ову иницијативу прогласиле „неуставном“, јер је затражено да се о тој иницијативи претходно изјасне представници мјесних одбора у којима би било спроведено гласање за такву одлуку. Нова општинска власт извршила је потпуно легалну процедуру, спровела све захтјеве државних институција и на тај начин остварила право да донесе одлуку о враћању старог имена мјеста. Од свих вијећника само је представник ХДЗ-а био против, па је одлука о промјени назива постала пуноважна још у мјесецу јулу, али је коначна одлука о промјени имена мјеста званично прошла процедуре и проглашена 23. октобра 2012. године. Остало је још да се у Сабору Хрватске званично промијени и име општине.
Сама промјена имена није створила конфузије и расправе у тренутку доношења одлуке, у јулу мјесецу. Послије званичне одлуке од октобра јавност у Хрватској, медији, прије свега извјештавање о догађају „Нове ТВ“, довела је до закасњеле реакције која је пробудила одређене међунационалне тензије. Дуго је општинска власт у Вргинмосту чекала и од предузећа „Хрватске цесте“ да се поставе нове табле на улазима и излазима из града са именом Вргинмост. Крајем октобра табле су постављене, а једна на улазу у град је прежврљана спрејом. Створена је напета ситуација у којој службеници МУП-а, даноноћно чувају табле са именом мјеста. У хајку против одлуке о промјени имена укључиле су се и ХСП и ХЧСП, удружења ратних ветерана, као и локално римокатоличко свештенство. Неки медији износе чак и лажне тврдње о националном саставу становништва које се иначе лако могу провјерити на званичном сајту Државног завода за статистику о томе да се "96% становника Гвозда који су Хрвати противе одлуци о промјени имена“.

## Рељеф
Шире подручје Вргинмоста је изразито брежуљкаст крај, односно спада у ниско побрђе. Просјечна надморска висина је око 200 m. Већи дио територије је покривен пролазним шумама и шумарцима међу којима се истичу: Кремешница која се простире од Сјеничака према Ласињи, Медвеђак, Катићкоса, Трепча, Туклеч и Абез између села Сјеничака, Утиње и Пјешчанице, затим Топличке косе сјеверозападно од Топуског, Дебела коса између села Катиновца и Црног Потока, као и источне падине Петрове горе у граничном подручју према сусједној општини Војнић, са предјелима Кијак, Храстовац, Магарчевац, Шпанова пољана и највишим врхом Петрове горе — Петровцем, на надморској висини од 507 m.
Изузев Купе у сјеверном дијелу краја и Глине у граничном појасу према Босни, одн. подручју Велике Кладуше, већих водених токова готово и да нема. Са друге стране, овај простор богат је потоцима и изворима. Од већих потока истиче се Велика Трепча, која извире испод јужних падина Јуриних брда, протиче кроз Вргинмост, поред Кирина и Чремушнице, да би код засиока Лукинић примила Малу Трепчу и даље до ушћа у Купу југоисточно од Ласиње текла као Трепча. Од осталих већих потока истичу се Мала Утиња, која извире на источним падинама шуме Медвеђак, протиче кроз село Сјеничак и улијева се у Купу код мјеста Скакавац. Затим, Чемерница, која извире на источним падинама Петрове горе, код села Подгорја и улијева се у Глину код Гређана и Перна коју чине сливови са источних падина Петрове горе између Храстовца и Шпанове пољане, а улијева се у Глину код Старог Села Топуског.
Клима је умјерено-континентална. Температуре у јулу су изнад +20 °C, а зими се спуштају и до -20 °C. Земљиште није посебно плодно. Спада у групу „посних“ и „киселих“ земљишта. Од бјелогоричне шуме највише је букве, храста, граба и питомог кестена. Брежуљци обилују брезовом шумом.

## Историја
Насеље Вргинмост први пут се помиње почетком 18. века, а добило је име по извјесном Врги, који је овдје саградио кућу и мали мост преко ријеке. Реч је у ствари о свештеничкој породици Врга. Године 1867. месни парох поп је Јово Верга, купац познате Радићеве пољопривредне књиге. Он је претплатник Вукове књиге српских песама и неколико година раније - 1862. године - као Јован Вргу.
Почетком 20. века у Вргином мосту политичка и црквена општина, православна црква и комунална основна школа, пошта и брзојав и жељезничка станица. У месту је тада 401 српски дом са 2856 православних душа. Председник православне црквене општине је парох поп Теодор Лукач, перовођа Васиљ Коркут. У њеном саставу су и села Пјешчаница и Брњавац. Све старе црквене матице су у пожару 1889. године изгореле. Трошна српска православна црква је посвећена Св. Илији, при којем служи 13 година поп Лукач рођен у месту 1868. године. Православна парохија је прве класе, нема парохијски дом, а има српско православно гробље.
Комунална основна школа има једно здање подигнуто 1860. године. У њој раде учитељ Миле Оклобџија и учитељица Даница Дерета. Школу је 1905/1906. године похађало 115 ученика, од 353 школског узраста. Деца долазе из поменутих парохијских филијала.
Срби у месту су били активни и друштвени, па су за неколико године почетком 20. века створили две сличне по намени удружења. У Вргинмосту је 1901. године основана Српска штедионица као задруга. А 1907. године Српска пољопривредна кредитна задруга.

### Други светски рат
У Другом свјетском рату, у августу мјесецу 1941. године усташе су убиле 1.564 Срба из Вргинмоста и околине у покољу у Глинској цркви. Убијено је и најмање 116 дјеце . Тада су и спаљена српска села у околини, као и храм Св. пророка Илије, подигнут 1773. године. 1942. Вргинмост су ослободили Партизани (види Бихаћка операција 1942.)
У самом мјесту Вргинмост, у току НОБ-а, у партизанским јединицама је било око 20 лица, од којих је 6 погинуло, а међу преживјелима је било 5 носилаца „Партизанске споменице 1941.". Од стране непријатеља је убијено 38 мјештана, 3 су умрла од тифуса, а 3 су жртве рата.
Побијени мјештани били су презимена: Ајдиновић, Арбутина, Бабић, Бранковић, Цревар, Данчула, Ивковић, Јањанин, Јарчов, Јовичић, Коркут, Лапчевић, Личина, Лукач, Малбаша, Малобабић, Миличевић, Митић, Мраовић, Мркобрада, Насташић, Пауновић, Радановић, Родић, Рончевић, Самарџија, Тепшић и Владић — сви Срби.
У срезу Вргинмост масовно су убијани жене и деца од стране усташа. Често су их затварали у сељачке куће, које би запалили и сви би унутра изгорели. Усташе су такође нагонили жене да пасу траву. У појединим местима среза Вргинмоста после силовања српских жена и девојака усташе би им "одрезали груди и полне органе" говорећи: "Нећете више рађати српске псе".
Јосип Клеменчић месар и општински комесар из Вргинмоста, за време покоља становништва и паљења села у бихаћком срезу опљачкао је од Срба "велику суму папирног новца и више килограма сребрног новца".
Срби из села Сјеничака који су јула 1941. године дошли у Вргинмост да траже дозволу за вршидбу жита, похватани су и убијени. Тада је у једном дану страдало 20 Срба из Сјеничака.
У срезу Вгинмост власти су наредиле свим сељацима да са породицама дођу у среско место ради покатоличавања. У општини Чемерници председник општине Јосип Живчић наредио је да сви Срби мушкарци, у узрасту од 16 до 60 година, морају 3. августа 1941. године неизоставно доћи у Вргинмост, где ће их дочекати римокатолички жупници и превести их у римокатоличку веру, уз обећање да након тога више нико неће смети да дирне покатоличене Србе и они ће бити равноправни са Хрватима. У наредби је још стајало да сви који тога дана не дођу да се покрсте, биће код својих кућа убијени. Стога је, сасвим разумљиво, што се тога дана окупило у Вргинмосту око 1.200 лица. Усташе су раздвојиле мушкарце од жена, па жене пустили кућама са децом, а мушкарце поубијали. Оваквих и сличних примера било је безброј.
У срезу Вргинмост усташе су заједно са општинским властима присиљавали Србе на покатоличавање претећи им убиством и логорима.
У срезу Вргинмост порушене су цркве у Чемерници, Топуском, Стипану, Кирину, Бовићу, Славским Пољима, Пјешчаници, Перни и Блатуши.

## Савремено доба
До 1991. године општина Вргинмост била је у саставу некадашње Заједнице општина Карловац. Референдумом од 3. фебруара 1992. становништво се већински одлучило за приступање тадашње општине Вргинмост САО Крајини. Падом Крајине, послије операције „Олуја“, највећи дио становништва одлази у избјеглиштво, угл. у Србију и Републику Српску. Један дио становништва касније одлази и у треће земље. Вргинмост постаје општина са новим именом Гвозд, наметнутим 1996. године. Као територијално умањена у односу на пријератну, данашња општина обухвата 19 насеља са укупном површином од 212,4 km² и налази се у саставу Сисачко-мославачке жупаније. У међувремену простор је насељен Хрватима, већином избјеглим из Босне и Херцеговине. Мањи број углавном старијег српског становништва вратио се у своја претходна мјеста становања.

## Становништво
На последњем попису становништва из 2021. године, на подручју општине укупно је пописано 2.047 становника, а у самом месту Вргинмост пописано је укупно 860 становника.
| Попис 2021.‍   | Попис 2021.‍ | Попис 2021.‍ | Попис 2021.‍ | Попис 2021.‍ |
| ------------- | ----------- | ----------- | ----------- | ----------- |
|               |             |             |             |             |
| Срби          | Срби        |             | 1.282       | 62,63%      |
| Хрвати        | Хрвати      |             | 710         | 34,68%      |
| остали        | остали      |             | 55          | 2,68%       |
| укупно: 2.047 |             |             |             |             |

На попису становништва из 2011. године, на подручју општине укупно је пописано 2.970 становника, а у самом мјесту Вргинмост пописано је укупно 1.095 становника.
| Попис 2011.‍   | Попис 2011.‍ | Попис 2011.‍ | Попис 2011.‍ | Попис 2011.‍ |
| ------------- | ----------- | ----------- | ----------- | ----------- |
|               |             |             |             |             |
| Срби          | Срби        |             | 1.976       | 66,53%      |
| Хрвати        | Хрвати      |             | 951         | 32,02%      |
| остали        | остали      |             | 43          | 1,45%       |
| укупно: 2.970 |             |             |             |             |

Према попису становништва из 2001. године општина Вргинмост (данашња, умањена) има 3.779 становника у 19 насеља. Већину чине Срби (58%) а бројни су и Хрвати (40%), већином насељени у насеља која су до пада Крајине била насељена Србима. Сам градић Вргинмост има 1.303 становника, претежно Хрвата.

### Попис 1991.
По попису становништва из 1991. године, општина Вргинмост је имала 16.599 становника, распоређених у 40 насељених мјеста.
| година пописа | укупно | Срби            | Хрвати         | Југословени | остали      |
| ------------- | ------ | --------------- | -------------- | ----------- | ----------- |
| 1991.         | 16.599 | 11.729 (70,66%) | 4.043 (24,35%) | 278 (1,67%) | 549 (3,30%) |

Бивша велика општина Вргинмост је новом територијалном организацијом у Хрватској укинута и формиране су три општине: Вргинмост, Ласиња и Топуско. Иако читав крај гравитира Карловцу, из политичко-етничких разлога општине Вргинмост и Топуско ушле су у састав Сисачко-мославачке жупаније. Општина Ласиња је у саставу Карловачке жупаније. Тиме је у обје жупаније обезбјеђена огромна хрватска етничка већина.
Према новој територијалној подјели, национални састав 1991. године је био сљедећи:
| *                    | укупно | Срби           | Хрвати         | Југословени | остали      |
| -------------------- | ------ | -------------- | -------------- | ----------- | ----------- |
| општина Вргинмост    | 8.082  | 7.568 (93,64%) | 182 (2,25%)    | 102 (1,26%) | 230 (2,84%) |
| општина Ласиња (део) | 1.693  | 17 (1,00%)     | 1.610 (95,09%) | 25 (1,47%)  | 41 (2,42%)  |
| општина Топуско      | 6.824  | 4.144 (60,72%) | 2.251 (32,98%) | 151 (2,21%) | 278 (4,07%) |

### Вргинмост (насељено мјесто), национални састав
| Националност       | 2011.        | 2001. | 1991.          | 1981.          | 1971.        | 1961.        |
| Срби               | 322 (29,41%) |       | 1.403 (89,36%) | 1.185 (84,46%) | 929 (86,98%) | 676 (80,47%) |
| Хрвати             | 755 (68,95%) |       | 47 (2,99%)     | 44 (3,13%)     | 65 (6,08%)   | 138 (16,42%) |
| Југословени        | —            | —     | 42 (2,67%)     | 125 (8,90%)    | 34 (3,18%)   | 9 (1,07%)    |
| остали и непознато | 18 (1,64%)   |       | 78 (4,96%)     | 49 (3,49%)     | 40 (3,74%)   | 17 (2,02%)   |
| Укупно             | 1.095        | 1.303 | 1.570          | 1.403          | 1.068        | 840          |

На попису становништва 1991. године, насељено место Вргинмост је имало 1.570 становника, следећег националног састава:
| Попис 1991.‍   | Попис 1991.‍  | Попис 1991.‍ | Попис 1991.‍ | Попис 1991.‍ |
| ------------- | ------------ | ----------- | ----------- | ----------- |
|               |              |             |             |             |
| Срби          | Срби         |             | 1.403       | 89,36%      |
| Хрвати        | Хрвати       |             | 47          | 2,99%       |
| Југословени   | Југословени  |             | 42          | 2,67%       |
| Муслимани     | Муслимани    |             | 13          | 0,82%       |
| Црногорци     | Црногорци    |             | 3           | 0,19%       |
| Мађари        | Мађари       |             | 2           | 0,12%       |
| Словенци      | Словенци     |             | 1           | 0,06%       |
| неопредељени  | неопредељени |             | 38          | 2,42%       |
| непознато     | непознато    |             | 21          | 1,33%       |
| укупно: 1.570 |              |             |             |             |

#### Аустроугарскипопис 1910.
На попису 1910. године насеље Вргинмост (заједно са Цреварском Страном, која се као самостално насеље исказује од 1921. године) је имало 707 становника, сљедећег националног састава:
- укупно: 707
- Срби — 628 (88,82%)
- Хрвати — 60 (8,48%)
- Мађари — 3 (0,42%)
- Немци — 3 (0,42%)
- остали — 13 (1,83%)

## Политичко уређење
Тренутни начелник општине је Милан Врга (СДСС).

## Привреда
Данас у Вргинмосту нема ниједног значајног привредног објекта. Општина спада међу најсиромашнија подручја у Хрватској.

## Култура и образовање
На подручју општине дјелује једна основна школа — ОШ „Гвозд“.

## Познате личности
- Гаврило Родић, генерал у аустријском царству
- Раде Малобабић, српски револуционар
- Миле Мркшић (1947—2015), командант Српске војске Крајине
- Бранко Мамула (1921—2021), адмирал флоте ЈНА
- Раде Булат (1920—2013), генерал ЈНА и народни херој
- Павле Јакшић (1913—2005), генерал, начелник генералштаба ЈНА и народни херој
- Огњеслав Утјешеновић Острожински (1817—1890), књижевник
- Вељко Губерина (1925—2015), адвокат кривичар

## Спорт
До 1995. године и протјеривања Срба, у Вргинмосту је постојао фудбалски клуб "Јединство”. Послије 1995. године, досељени Хрвати оснивају НК „Гвозд” који се тренутно такмичи у 2. жупанијској лиги.